# Gbikinti Football Club de Bassar
Maillots
Actualités
Le Gbikinti Football Club de Bassar, plus connu sous le nom de Gbikinti de Bassar, est un club de football togolais, basé dans la ville de Bassar.
Le club joue actuellement en première division du championnat du Togo.

## Histoire
Le club obtient pour la première fois de son histoire sa promotion pour la D1 togolaise lors de la saison 2013.
Le samedi 27 mai 2017, lors de la dernière journée du championnat, alors que le club est menacé d'une relégation s'il n'obtient pas une large victoire, le Gbikinti s'impose sur le score fleuve de 11-0 sur le Maranatha FC, assurant donc le maintien du club.

À la suite de cette dernière journée, de nombreuses questions commencent à se poser pour les observateurs, à tel point que, 3 jours plus tard, la Fédération togolaise de football suspend à titre provisoire le Maranatha ainsi que le Gbikinti de toute activité liée au football en attendant les résultats de l'enquête.

## Palmarès
| Compétitions nationales                               |
| - Championnat du Togo D2 : - Vice-champion : 2011-12. |

## Personnalités du club
| - Daoune Boundou |  | - Sabirou Bassa-Djeri |